# Charles Jenkins (basket-ball)
Pour les articles homonymes, voir Charles Jenkins (homonymie) et Jenkins.
Charles Jenkins, né le 28 février 1989 à Brooklyn, New York, est un joueur américano-serbe de basket-ball. Il évolue au poste d'arrière.

## Biographie
Lors de la draft 2011 de la NBA, Jenkins est sélectionné à la 44e position par les Warriors de Golden State. En raison du NBA lockout, il signe, le 24 novembre 2011, en Italie au Teramo Basket en première division du championnat italien. Cependant, à la fin du lockout, il quitte Teramo sans avoir joué un seul match avec l'équipe.
Le 9 décembre 2011, il signe avec les Warriors. Jenkins fait ses débuts en saison régulière le 25 décembre 2011 lors du match d'ouverture des Warriors contre les Clippers de Los Angeles. Jenkins ne joue qu'une minute et termine avec une passe décisive.
Le 21 février 2013, lors de la saison 2012-2013, Charles Jenkins est transféré aux 76ers de Philadelphie contre un second tour de draft après 47 matchs aux Warriors de Golden State pour 1,7 point par match.
Le 30 juin 2013, il signe un contrat d'un an en Serbie à l'Étoile rouge de Belgrade. En janvier 2014, son contrat est prolongé d'une saison. En 2014-2015, l'Étoile rouge de Belgrade est championne de la Ligue adriatique, du championnat serbe et de la coupe de Serbie.
Le 8 juillet 2015, il quitte l'Étoile rouge de Belgrade et part en Italie à l'Olimpia Milan. Jenkins revient à l'Étoile rouge à l'été 2016 avec un contrat de deux ans.
Jenkins part ensuite au BC Khimki Moscou à l'été 2017 et revient à l'Étoile rouge en juillet 2019 où il signe un contrat de deux ans.
En juillet 2020, Jenkins s'engage avec l'Olympiakós pour deux saisons.

## Palmarès
- Champion de la Ligue adriatique en 2015
- Champion de Serbie en 2015
- Champion d'Italie en 2016
- Vainqueur de la Coupe de Serbie : 2014 et 2015
- Third-team All-American – TSN (2011)
- 2 fois joueur de l'année de la Colonial Athletic Association : 2010 et 2011
- 3 fois vainqueur du Haggerty Award : 2009, 2010, 2011
- Vainqueur du Chip Hilton Player of the Year Award en 2011
- Son numéro 22 a été retiré par l'université Hofstra